# 百々爺

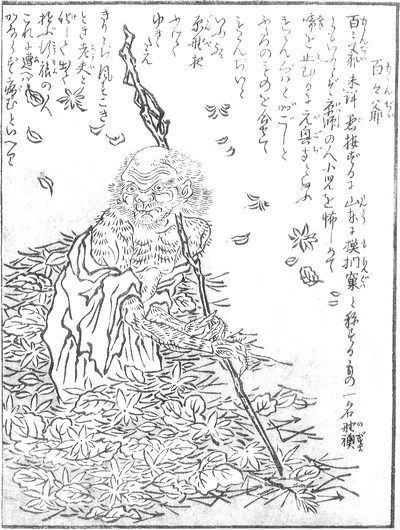
鳥山石燕『今昔画図続百鬼』より「百々爺」

水木しげるロードに設置されている「百々爺」のブロンズ像。

百々爺（ももんじい）は、鳥山石燕による江戸時代の妖怪画集『今昔画図続百鬼』にある日本の妖怪。

## 概要
画図では大きな杖をついた老人が描かれ、解説文では以下のように述べられている。
この解説では、石燕は百々爺のことを「未詳」としながらも、原野に出没する老人の妖怪としており、通行人がこれに出遭うと病気を患うものとしている。また、文中にある「もゝんぐは（モモンガ）」は実在の動物の名前であると同時に、関東地方で化け物を意味する幼児語であり（モモンガ#「モモンガ」の名の由来も参照）、顔つきや体で怪物のような仕草をして子供を脅かす遊びをも意味しており、「がごし（ガゴジ）」も同様に徳島県などで妖怪の意味で用いられる児童語である。石燕は百々爺のことを、これら「モモンガ」と「ガゴジ」の合成語と述べている。

## 解釈
本来「モモンジイ」とは「モモンガ」や「野衾」の異称であるとともに、前述の「モモンガ」「ガゴジ」と同様、東京都、神奈川県、静岡県、山梨県東部で妖怪を意味する児童語でもあり、聞き分けのない子供に対して「モモンジイに食わせるぞ」などと言ってしつける地方もある。他人を罵倒したり、自分自身を卑下したりする意味で「モモンジイ」と呼ぶこともある。また、江戸時代には毛深い獣や尾のある獣が嫌われ、そうした獣や鹿肉・猪肉のこともモモンジイと呼ばれた。この「モモンジイ」がこのような妖怪として描かれているのは、鹿肉や猪肉をキーワードとした何らかの絵遊びで描かれたものと見られている。日本で獣肉を食べることが禁止されていた時代には、薬食いと称して獣肉の食事を提供する店が「ももんじ屋」と呼ばれていたが、百々爺に行きあうと病気になるとされているのは、この薬食いに対する皮肉との見方もある。

## 平成以降
平成以降の妖怪関連の文献においては、百々爺は普段は山奥に住んでおり、人通りのなくなった夜の町角や辻に現れ、人を脅かすものなどと解説されている。または、野衾が町へ現れるときには百々爺に姿を変えるとの解釈もある。